# Чемпионат Европы по тхэквондо 1986
Чемпионат Европы по тхэквондо 1986 года прошёл 3-5 октября в Зефельд-ин-Тироле (Австрия).

## Общий медальный зачёт
| Место | Страна         | Золото | Серебро | Бронза | Всего |
| ----- | -------------- | ------ | ------- | ------ | ----- |
| 1     | Нидерланды     | 4      | 0       | 3      | 7     |
| 2     | ФРГ            | 3      | 6       | 2      | 11    |
| 3     | Турция         | 3      | 5       | 3      | 11    |
| 4     | Дания          | 2      | 1       | 3      | 6     |
| 5     | Франция        | 2      | 0       | 0      | 2     |
| 6     | Испания        | 1      | 2       | 5      | 8     |
| 7     | Австрия        | 1      | 1       | 5      | 7     |
| 8     | Италия         | 0      | 1       | 8      | 9     |
| 9     | Финляндия      | 0      | 0       | 2      | 2     |
| 10    | Великобритания | 0      | 0       | 1      | 1     |
| Всего | Всего          | 16     | 16      | 32     | 64    |

## Медалисты

### Мужчины
| Вес         | Золото        | Серебро           | Бронза                           |
| ----------- | ------------- | ----------------- | -------------------------------- |
| До 50 кг    | Чой Чанъок    | Харун Атеш        | Ян Хансен Дарио Манка            |
| До 54 кг    | Йозеф Салим   | Тургут Учан       | Джеремия Ди Констанцо Хосе Герра |
| До 58 кг    | Оле Нильсен   | Шакир Безджир     | Эрвин Гоэвиэ Эдуардо Родригес    |
| До 64 кг    | Франк Крибайе | Андреас Хофленер  | Лучо Куоццо Дженгиз Ягыз         |
| До 70 кг    | Рубен Тхийс   | Ахмет Эрджан      | Пьетро Карриери Георг Штрайф     |
| До 76 кг    | Хельмут Кёк   | Роберт Бекенбауэр | Крис Сойер Луиджи Д'Ориано       |
| До 83 кг    | Метин Шахин   | Мартин Бернхофер  | Франческо Джентиле Эрих Цаллер   |
| Свыше 83 кг | Михаэль Арндт | Томми Сёренсен    | Киммо Тиркконен Али Шахин        |

### Женщины
| Вес         | Золото            | Серебро            | Бронза                                |
| ----------- | ----------------- | ------------------ | ------------------------------------- |
| До 43 кг    | Нейла Демирель    | Мария Роса Морено  | Герлинде Айдельсбургер Сонья Гальвано |
| До 47 кг    | Анита ван дер Пас | Беттина Энгелькинг | Регина Зингер Айтуль Учан             |
| До 51 кг    | Марион Галь       | Роберто Паризелла  | Вероника Сикс Рафаэла Веласко         |
| До 55 кг    | Зюлейхан Тан      | Росио Вальверде    | Анна Чампалия Анна-Метте Кристенсен   |
| До 60 кг    | Брижитт Эванно    | Мария Хёрман       | Элена Бенитес Иоланда Клавер          |
| До 65 кг    | Кораль Бистуэр    | Сема Кайя          | Бенте Матхиесен Анита Рениерс         |
| До 70 кг    | Манди де йонг     | Ангелика Биггер    | Микаэла Хубер Фатима Мир              |
| Свыше 70 кг | Анне-Миеке Бёйес  | Уте Гюстер         | Мия Керюнен Кристина Сикс             |